# Édouard Mathé (compositeur)
Ne doit pas être confondu avec l'acteur Édouard Mathé
Édouard Mathé, né le 6 avril 1863 à Versailles et mort le 4 décembre 1936 dans la même ville est un compositeur, pianiste et chef d'orchestre français.

## Biographie
Édouard Mathé est né à Versailles le 6 avril 1863 d'Auguste Ernest Mathé, restaurateur et Marie Claire Huet, professeur de piano. 
Musicien précoce, il joue à l'âge de 9 ans sur le grand orgue de la cathédrale Saint-Louis de Versailles. Deux années plus tard, en 1874, il entre au Conservatoire de Paris où il suit l'enseignement d'Antonin Marmontel et de Georges Mathias, dernier élève de Frédéric Chopin. Il apprend la composition avec Massenet et ne tarde pas à de faire apprécier comme organiste et comme compositeur.
En 1882, Ambroise Thomas, le directeur du Conservatoire de Paris, l'envoie à l'Île Maurice pour prendre la direction de son conservatoire de musique. Il remplit cette mission et compose durant cette période des œuvres religieuses et des pièces pour piano. Mais en 1892, un cyclone ravage l'Île Maurice et ruine les biens de Mathé qui s'était marié sur place et avait eu deux enfants : Suzanne (1890) et Hector (1892). Le musicien revient avec sa famille à Paris en 1897, la santé éprouvée par le climat tropical, et se rend compte qu'il a été oublié du milieu musical.
Dans un premier temps, il enseigne le piano au conservatoire de Versailles. Puis, à partir de 1900, il se fait engager comme accompagnateur dans les cabarets montmartrois. Il rencontre Paul Franck, directeur de salles de spectacles, qui en fait son compositeur préféré pour ses nombreuses pantomimes, opérettes et autres revues.
Mort presque oublié à l'âge de 73 ans, Édouard Mathé repose au cimetière de Versailles.

## Œuvres notables
Musique de scène
- 1902 : La Nymphe et le Berger, ballet de Berthe Bernay, au Cercle militaire de Paris (13 janvier)
- 1903 : À l'impossible..., fantaisie un acte mêlée de couplets sur un livret de Charles Alphand, au théâtre des Mathurins (18 avril)
- 1903 : Rêves d'opium, pantomime lyrique en un acte sur un livret de Paul Franck, au théâtre des Mathurins (mai)
- 1904 : Pepita, opérette sur un livret de Gabriel Montoya et Lucien Boyer, au théâtre des Mathurins (20 mars)
- 1904 : Le Chien d'Alcibiade, opérette en 2 actes sur un livret de Lucien Boyer et André Royer, à la Boîte à Fursy (1er octobre)
- 1904 : Tanagra, pantomime lyrique en un acte sur un livret de Paul Franck, au théâtre des Mathurins (18 novembre)
- 1905 : Cours d'amour, pantomime mêlée de chants et de danses sur un livret de Paul Franck, au théâtre des Capucines (22 mars)
- 1905 : L'Échanson du roi d'Yvetot, opéra-comique en un acte sur un livret de Ludovic Fortolis, au Théâtre-Royal (18 novembre)
- 1905 : Fleurs des Alpes, ballet-pantomime sur un livret de Georges de Dubor, au Cercle militaire de Paris (28 novembre)
- 1906 : Leçon d'amour, opérette en un acte sur un livret d'Eugène de Thuisy, au Théâtre-Royal (18 mars)
- 1906 : Flavonice, ballet en deux actes de Ferrare, au Casino de Vichy (21 août)
- 1907 : La Victoire d'Igra, pantomime en un acte sur un livret d'André Arnyvelde, au Moulin-Rouge (février)
- 1907 : Griserie, pantomime en un acte sur un livret de Paul Franck, à la Scala (26 avril)
- 1908 : The Little Jap, opérette japonaise en un acte sur un livret de Paul Franck, à la Scala (17 janvier)
- 1909 : L'Épouvante, mélodrame en un acte sur un livret de Paul Franck, au théâtre de l'Athénée (5 janvier)
- 1909 : Pompeï, ballet-pantomime en un acte sur un livret de Paul Franck à l'Apollo (février)
- 1909 : La Romanichelle, conte bohémien mimé mêlé de chants et de danses sur un livret de Paul Franck, au théâtre Michel (3 avril)
- 1909 : L'Apache, mimodrame en un acte sur un livret de Paul Franck, au théâtre Michel (24 avril)
- 1909 : Le Fakir, pantomime en un acte sur un livret de Ludovic Fortolis et G. Vanara, au Moulin-Rouge (31 juillet)
- 1910 : Cléopâtre, scène lyrique sur un livret de Paul Franck, à l'Olympia (14 octobre)
- 1910 : Salominette, opérette en un acte sur un livret d'Henri Enthoven, à la Scala (22 novembre)
- 1911 : Mallika, ballet en 3 tableaux sur un livret de Paul Franck, à l'Alhambra (17 juin)
- 1911 : Nuits de Paris, mimodrame en 2 tableaux sur un livret de Paul Franck, au théâtre des Ambassadeurs (16 septembre)
- 1912 : Salomé la danseuse, vision d'art en un acte sur un livret d'André Avèze, au Théâtre Impérial (20 septembre)
- 1912 : Le Baiser défendu, opérette en un acte sur un livret de Géo Sam, à la Comédie-Royale (8 octobre)
- 1913 : La Griserie du Tango, pantomime mêlée de chants et de danses sur un livret de Paul Franck, au Théâtre Impérial (7 novembre)
- 1913 : À la bonne franckette, revue sur un livret de Jean Bastia, Jules Moy et Moriss, au Théâtre Impérial (7 novembre)
- 1913 : Le Roi Cothon, opérette en 3 actes sur un livret de Jacques Servanges, au théâtre des Arts (24 décembre)[2]
- 1914 : Le Tzigane et la Houri, opérette en un acte sur un livret de Paul Franck, au Théâtre Impérial (26 janvier)
- 1915 : L'Espion, mimodrame en un acte sur un livret de Paul Franck, au théâtre de l'Olympia (2 avril)
- 1917 : Plus ça change..., féérie d'actualité en 2 actes et 6 tableaux sur un livret de Rip, au théâtre Réjane (11 septembre)
- 1923 : Les Linottes, opérette en 3 actes sur un livret de Robert Dieudonné et Charles-Alexis Carpentier d'après le roman de Georges Courteline, au théâtre du Perchoir (1er avril) puis au Théâtre des Nouveautés (16 mai)[7]
- 1924 : Le Million du Bouif, opérette en trois actes sur un livret de Georges de la Fouchardière, couplets d'Hugues Delorme, au théâtre des Folies-Dramatiques (28 avril)[7]
- 1924 : Céladon, opérette en un acte sur un livret de Jean Stern, à la salle des fêtes du Palais des Beaux-Arts de Monaco (15 mars) puis à la Salle Malakoff à Paris (3 juin)

Musique de danse
- 1899 : André Cubat (Souvenir de Saint-Pétersbourg, polka pour piano
- 1905 : Crépuscule, valse pour piano
- 1905 : Idylle, valse pour piano
- 1909 : Les Copains, polka pour piano

Musique de chanson
- 1889 : À une blonde, paroles de Charles Baissac
- 1889 : Chanson, paroles de Charles Baissac
- 1904 : Les Berceaux sont des nids joyeux, paroles de Jean Meudrot
- 1904 : Je voudrais pleurer, paroles de Lucien Boyer
- 1905 : Adieux cyniques, paroles de Numa Blès et Lucien Boyer (chanson créée par Lucien Boyer)
- 1909 : L'Amour de ma jolie, paroles de Dominus
- 1909 : La Légende du baiser, paroles de Fernand Sernada
- 1909 : Rétractation, paroles d'Henri Allorge
- 1909 : Silencieusement, paroles de L. de P.
- 1911 : Nicette, paroles d'André Lénéka
- 1915 : À quoi nous pensons, paroles de Miguel Zamacoïs (chanson créée par Lise Berty)
- 1916 : Les gars poilus, paroles de Paul Franck (chanson créée par Suzanne Desgraves à l'Olympia)
- 1917 : Quand Papa reviendra !, paroles de Gabriel Ruelle
- 1926 : Passade, paroles d'Henri Fursy

## Récompenses
- Première médaille de solfège décernée par le Conservatoire national de musique (1877).
- Deuxième prix de piano décerné par le Conservatoire national de musique (1880).

## Distinctions
- Officier d'Académie (arrêté du 6 février 1903).
- Officier de l'Instruction publique.
- Chevalier de la Légion d'honneur (décret du 1er août 1928 du ministre de l'Instruction publique). Parrain : le compositeur Paul Vidal[8].

## Publications
- Solfège manuscrit en usage dans les classes du Conservatoire de Paris, ouvrage en deux volumes dédié à Gabriel Fauré, éditions Costallat & Cie, Paris, 1912.